# اوندربانکن
اوندربانکن (به هلندی: Onderbanken) یک شهرستان در هلند است که در لیمبورخ واقع شده‌است. اوندربانکن ۶۸ متر بالاتر از سطح دریا واقع شده‌است.